# Boemund de Apulia
Bohemund (Boamund) (n. 1182) a fost membru al dinastiei normande Hauteville singurul fiu consemnat al regelui Guillaume al II-lea "cel Bun" al Siciliei, cu soția sa Ioana.
Conform cronicarului normand Robert de Torigni, Bohemund s-ar fi născut în 1182 și numit duce de Apulia. Cu certitudine, copilul nu a trăit multă vreme, dat fiind că nu mai apare menționat în nicio cronică contemporană.